# Абдулелах аль-Малки
Абдулелах Саад Хамид аль-Вахби аль-Малки (араб. عبد الإله سعد حميد الوهبي المالكي‎; род. 11 октября 1994, Мекка) — саудовский футболист, полузащитник клуба «Аль-Хиляль» и сборной Саудовской Аравии, выступающий на правах аренды за «Аль-Иттихад».

## Карьера

### Клубная карьера
Начал карьеру в клубе «Аль-Вахда», с которым в 2018 году выиграл Первый дивизион, а также три сезона играл в Саудовской высшей лиге.
Летом 2019 года перешёл в «Аль-Иттихад», за который играл в течение трёх сезонов.
В январе 2022 года перешёл в «Аль-Хиляль», с которым подписал четырёхлетний контракт.

### Карьера в сборной
Был включён в состав сборной Саудовской Аравии на ЧМ-2022 На турнире сыграл в двух матчах со сборными Аргентины (2:1) и Польши (0:2), а ключевой матч с Мексикой пропустил из-за перебора жёлтых карточек; матч завершился поражением саудовцев со счётом 2:1 и вылетом их с турнира.

## Достижения
«Аль-Вахда»
- Первый дивизион (1): 2017/18

«Аль-Хиляль»
- Саудовская про-лига (1): 2021/2022